# اسکار (شیرشاه)
اسکار(به انگلیسی: Scar) یک شخصیت خیالی و هماورد اصلی مجموعهٔ شیرشاه از شرکت والت دیزنی است. این شخصیت توسط فیلم‌نامه‌نویسان آیرین مچی، جاناتان رابرتزس و لیندا وولورتون خلق شده و آندریاس دجا مسئول پویانمایی آن بوده است. اسکار در نخستین فیلم مجموعه به عنوان برادر کوچک‌تر و حسود موفاسا، فرمانروای سرزمین افتخار، معرفی می‌شود. او که در ابتدا وارث تاج و تخت موفاسا بود، با تولد پسر برادرش، سیمبا، از این حق محروم می‌شود. در نتیجه، اسکار با تشکیل یک ارتش از کفتار خال‌دارها، نقشه‌ای برای تصاحب تاج و تخت طراحی کرده و با خیانت به موفاسا و کشتن او، حکومت را در دست می‌گیرد. سیمبا از این ماجرا جان سالم به در می‌برد اما اسکار مرگ برادرش را به دروغ به گردن او می‌اندازد و موجب تبعیدش می‌شود.
این شخصیت تا حدی بر اساس کلادیوس (شخصیت), هماورد اصلی نمایش‌نامهٔ هملت اثر ویلیام شکسپیر، شکل گرفته است. همچنین، شرارت او از دیکتاتور آلمانی آدولف هیتلر و رفتار طبیعی شیرها در تصاحب گله الهام گرفته شده است. به عنوان سرپرست پویانمایی این شخصیت، دجا چهرهٔ اسکار را بر اساس ظاهر جرمی آیرونز، صداپیشهٔ او در فیلم، و نقش‌آفرینی این بازیگر در فیلم برگشتن بخت در قالب شخصیت کلاوس فون بیلو طراحی کرد. در نسخهٔ شیرشاه (فیلم ۲۰۱۹)، چیویتل اجیوفور صداپیشگی این شخصیت را بر عهده داشت، در حالی که در فیلم موفاسا: شیرشاه، کلوین هریسون جونیور صداپیشهٔ او است.
شخصیت اسکار با استقبال گستردهٔ منتقدان سینمایی مواجه شده است و اجرای آیرونز در این نقش نیز تحسین شده است. با این حال، خشونت اسکار، رنگ‌آمیزی تیرهٔ او و برخی ویژگی‌های رفتاری که به زن‌صفتی تعبیر شده‌اند، در ابتدا واکنش‌های بحث‌برانگیزی به همراه داشت. با وجود این، اسکار همچنان به عنوان یکی از برترین هماوردهای دیزنی در رسانه‌های مختلف شناخته می‌شود. این شخصیت در صدر فهرست برترین شخصیت‌های شرور دیزنی در هاف‌پست قرار گرفته و در میان ده شخصیت برتر فهرست‌های مشابه از یاهو! موویز، اورلاندو سنتینل، ئی! و سی‌ان‌ان جای گرفته است. همچنین، دیجیتال اسپای و انترتینمنت ویکلی او را در میان بزرگ‌ترین شرورهای تاریخ سینما رتبه‌بندی کرده‌اند.

## شخصیت
شیرشاه نخستین بار در سال ۱۹۸۸ مطرح شد. این فیلم در نهایت به مدیران دیزنی پیشنهاد شد و یکی از آن‌ها اولین کسی بود که شباهت‌هایی میان نسخهٔ توماس ام. دیش و نمایشنامهٔ هملت اثر ویلیام شکسپیر را مشاهده کرد. هرچند که در ابتدا این شباهت‌ها غیرعمدی قلمداد شدند، اما راب مینکاف، کارگردان فیلم، همواره معتقد بود که «لنگر انداختن داستان در چیزی آشنا» ضروری است.
مینکاف و راجر آلرس در مقام کارگردانان فیلم، قصد داشتند اثری بسازند که «بر پایهٔ یک فضای طبیعی‌تر» باشد و این فیلم را «بیشتر یک ماجراجویی واقعی تا یک فیلم حماسی اسطوره‌ای» توصیف کردند. هرچند که شیرشاه نخستین فیلم دیزنی نبود که از آثار شکسپیر الهام گرفته است، اما همچنان برجسته‌ترین نمونهٔ آن محسوب می‌شود. شباهت‌های نزدیک بین شخصیت‌های فیلم و نمایشنامهٔ هملت به‌ویژه در محوریت داستان بر شخصیت‌هایی است که با واقعیت مواجهه با عموی خیانت‌کار خود و گرفتن انتقام قتل پدرشان دست‌وپنجه نرم می‌کنند. شخصیت اسکار بر اساس کلادیوس (شخصیت) طراحی شده است.
طبق گفتهٔ مجلهٔ اسلیت (مجله)، در حالی که کلادیوس بیشتر «یک توطئه‌گر درجه دو، گرفتار اضطراب و عذاب وجدان» است، اسکار از «شرارت خود لذت می‌برد» و هر دو شخصیت تحت تأثیر حسادت عمل می‌کنند.

## ظواهر

#### شیر شاه(1994)
اسکار برای اولین بار در شیر شاه (1994) ظاهر شد . برادر کوچکتر مکار موفاسا، اسکار در صف بعدی بود که تاج و تخت را به دست گرفت، تا اینکه برادرزاده اش سیمبا، پسر موفاسا، به دنیا آمد و جایگزین او شد. اسکار که مصمم به تصرف تاج و تخت است، نقشه ای برای کشتن سیمبا و موفاسا طراحی می کند. پس از به دام انداختن سیمبا در دره ای وسیع، اسکار به زیر دستی های کفتار خود، شنزی، بانزی و اد ، پیغام می دهد که با دنبال کردن و تحریک کردن یک گله به سمت دره موفاسا و سیمبا را بکشند . اگرچه موفاسا سیمبا را نجات می‌دهد، اما موفاسا ضعیف شده بوپ نمی‌توانست از تنگه برای نجات دادن خود بالا برود. وقتی موفاسا از اسکار کمک می خواهد، اسکار در عوض پنجه هایش را در پنجه های برادرش فرو کرد. در آن لحظه، موفاسا متوجه می شود که اسکار مسئول این ازدحام است و برادرش به او خیانت کرده است. آخرین چیزی که می شنود این است که اسکار به طرز عجیبی می گوید "زنده باد پادشاه"، قبل از اینکه او را به پایین بیندازد. اسکار با فریب سیمبا که مقصر مرگ موفاسا است، به سیمبا توصیه می کند که فرار کند و دیگر برنگردد، سپس به کفتارها می‌گوید که به پراید راک برمی گردد. وقتی که به انجا میرسد بقیه شیر ها را دور هم جمع میکند و با غرور می گوید که موفاسا و سیمبا در ازدحام مردند، او قبل از اینکه پادشاه شود به کفتارها اجازه می دهند که وارد سرزمین بشوند.